# Virtù

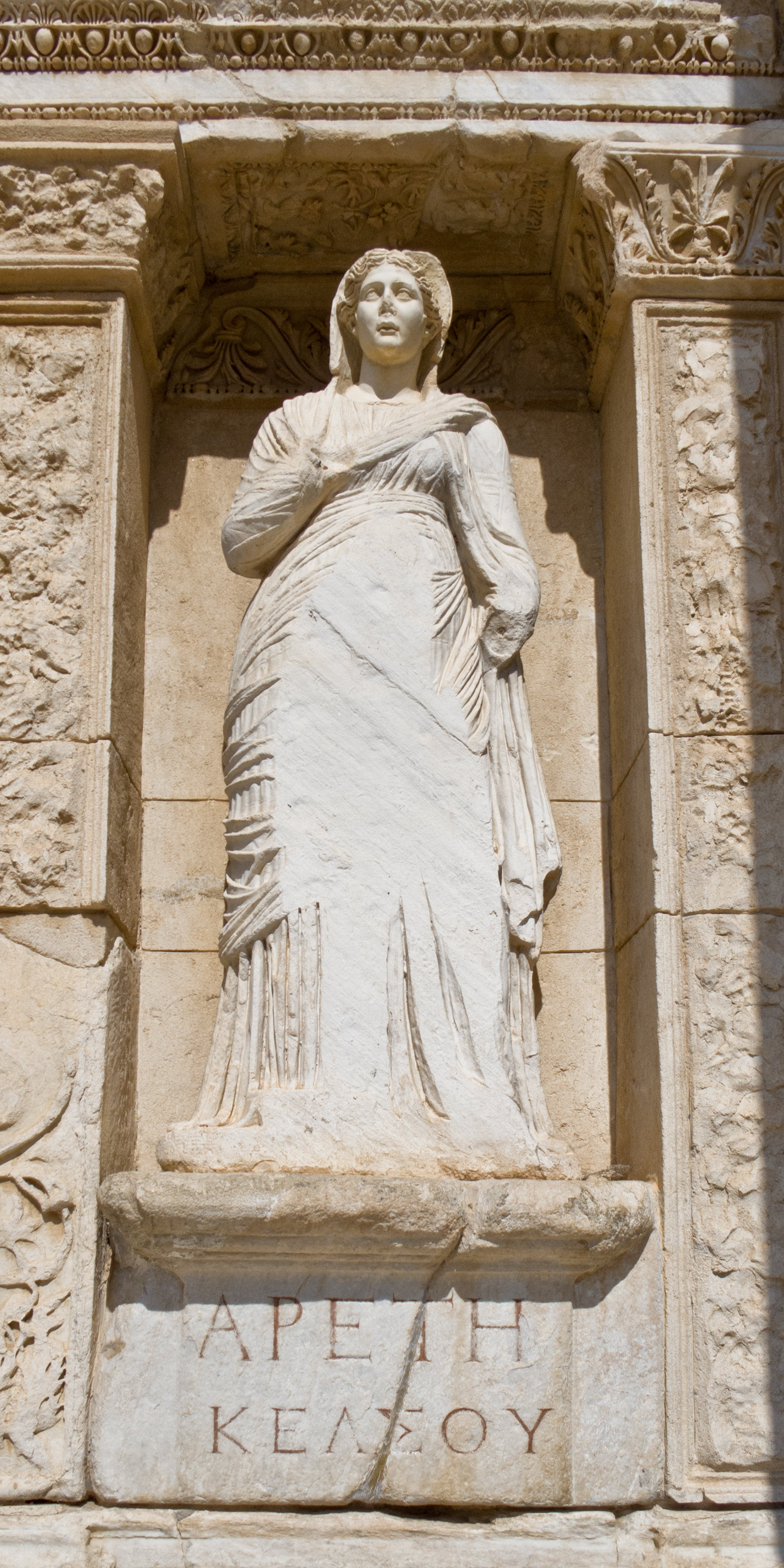
Personificazione della virtù (ΑΡΕΤΗ, aretè) sulla facciata della Biblioteca di Celso ad Efeso (odierna Turchia)

La virtù (dal latino virtus; in greco antico: ἀρετή?, aretè) è una disposizione d'animo volta al bene, che consiste nella capacità di una persona di eccellere in qualcosa, di compiere un certo atto in maniera ottimale, o di essere o agire in un modo ritenuto perfetto secondo un punto di vista morale, religioso, o anche sociale in base alla cultura di riferimento.
Il significato di virtù ha risentito di quello di bene, un concetto che assume significati diversi a seconda delle modifiche intervenute nel corso delle varie situazioni storiche e sociali. Concezione questa non condivisa dalle dottrine che ne negano il relativismo connesso e che intendono la virtù come l'assunzione di valori, intesi come assoluti, immutabili nel tempo.
La parola latina virtus, che significa letteralmente "virilità", dal latino vir, "uomo" (nel senso specifico di "maschio" e contrapposto alla donna) si riferisce ad esempio alla forza fisica e a valori guerreschi maschili, come ad esempio il coraggio.
Nella lingua italiana la virtù è invece la qualità di eccellenza morale sia per l'uomo sia per la donna e il termine è riferito comunemente anche a un qualche tratto caratteriale considerato da alcuni positivo.

## La virtù nella filosofia occidentale antica

### Il concetto greco

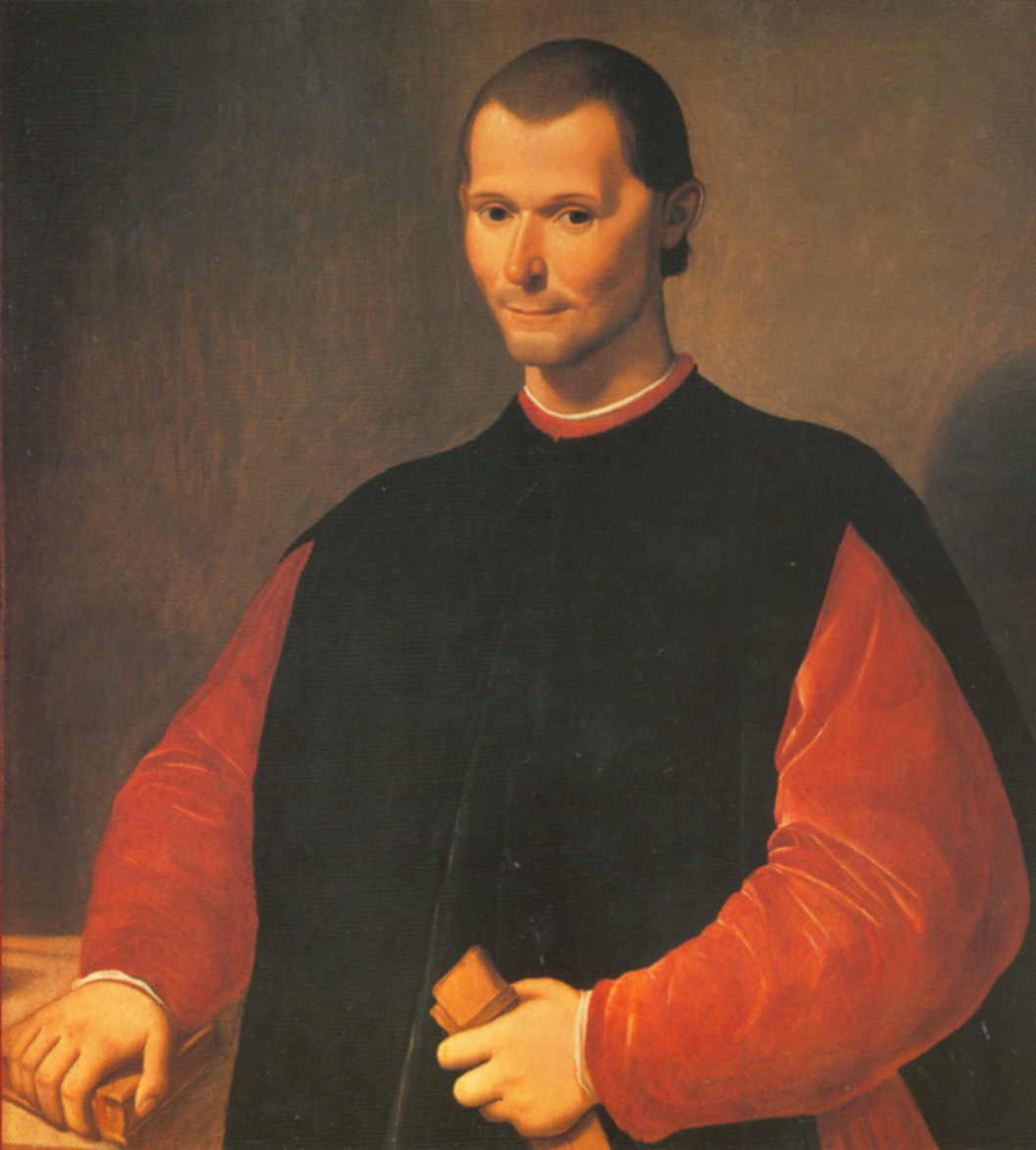
Niccolò Machiavelli

Nella visione della vita secondo la filosofia antica greca, la concezione dell'aretè non era connessa all'azione per il conseguimento del bene, bensì indicava semplicemente una forza d'animo, un vigore morale e anche fisico. Essa coincide con la realizzazione dell'essenza innata della persona, sia sul piano dell'aspetto fisico, il lavoro, il comportamento e gli interessi intellettuali.
Questa concezione di virtù contiene l'eccellenza degli eroi omerici, quella degli statisti Ateniesi, o quella descritta nel Menone di Platone ovvero la capacità di ben governare. In questo senso il coraggio, la moderazione e la giustizia erano virtù morali.
Tale sarà, ad esempio, il senso nella concezione rinascimentale sulla politica in Niccolò Machiavelli che vorrà distinguere l'aretè del principe moderno, come la capacità di opporsi alla "fortuna" e di modificare le circostanze ai propri fini di potere e con lo scopo principale del mantenimento dello stato (senza tener conto del giudizio morale sui mezzi impiegati), dalla virtus cristiana del sovrano medioevale che governa per grazia di Dio a cui deve rispondere per la giustificazione della sua azione politica, diretta anche a difendere i buoni e proteggere i deboli dalla malvagità. Nel Principe nessuna considerazione morale né religiosa dovrà ostacolare la sua azione spregiudicata e forte, frutto della sua "aretè", tesa a mettere ordine là dov'è il caos della politica italiana del '500.
Non diversamente, nella visione di Nietzsche la virtù consisterà nella "volontà di potenza" in opposizione alla "morale degli schiavi" nata dallo spirito di risentimento del Cristianesimo nei confronti degli uomini superiori.

### Le virtù

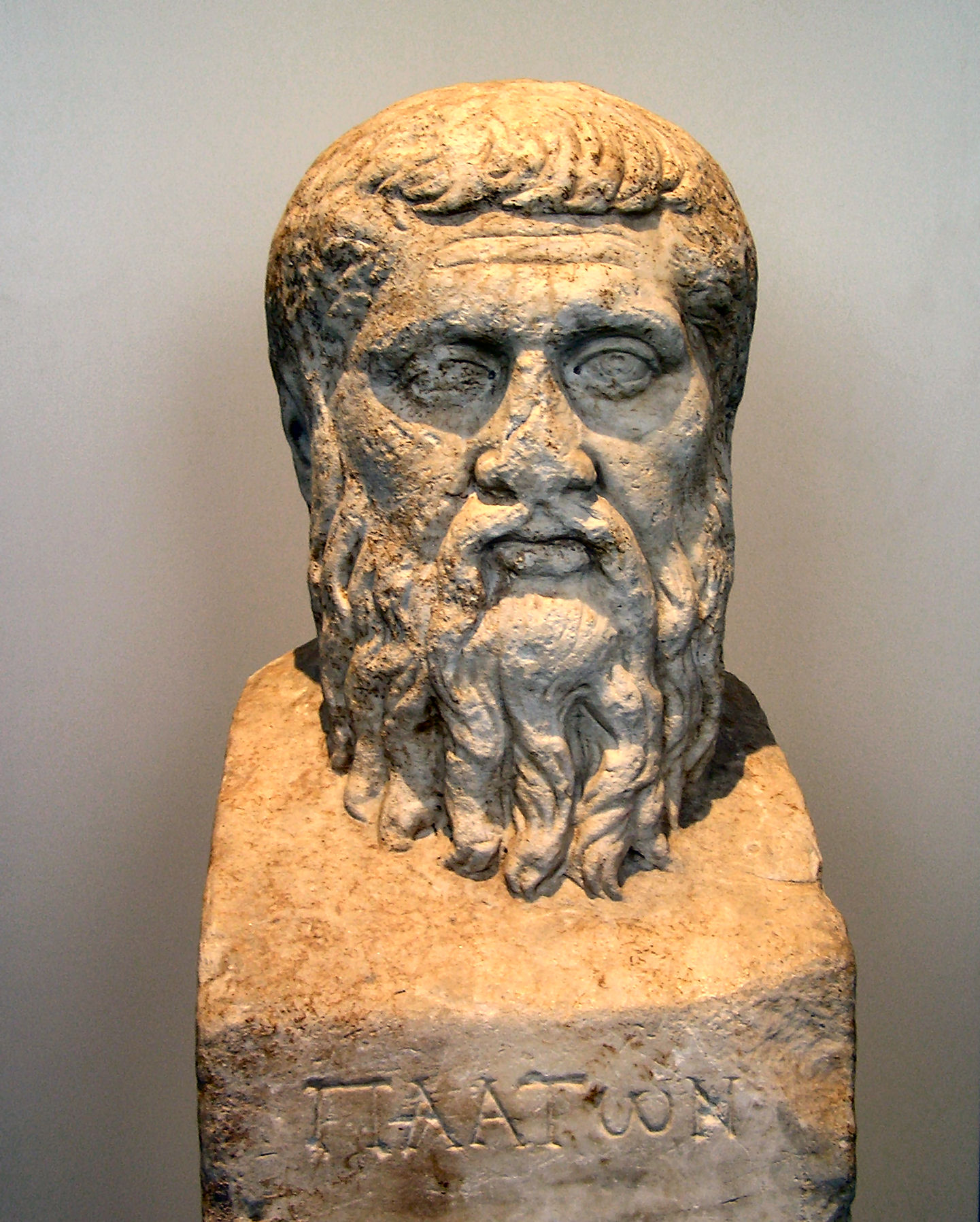
Platone

La concezione della virtù nel pensiero greco antico costituisce il fulcro centrale dell'etica e delle sue trasformazioni nel corso del tempo.
Così in Platone le virtù corrispondono al controllo della parte razionale dell'anima sulle passioni. Ne La Repubblica verranno indicate per la prima volta le quattro virtù, che da Sant'Ambrogio in poi verranno chiamate "cardinali", vale a dire "principali":
- la temperanza, intesa come moderazione dei desideri che, se eccessivi, sfociano nella sregolatezza;
- il coraggio o forza d'animo necessaria per mettere in atto i comportamenti virtuosi;
- la saggezza o "prudenza", variamente intesa dalla speculazione antica seguente, che costituisce, come controllo delle passioni, la base di tutte le altre virtù;
- la giustizia è quella che realizza l'accordo armonico e l'equilibrio di tutte le altre virtù presenti nell'uomo virtuoso e nello stato perfetto.[4]

### Le virtù secondo Aristotele

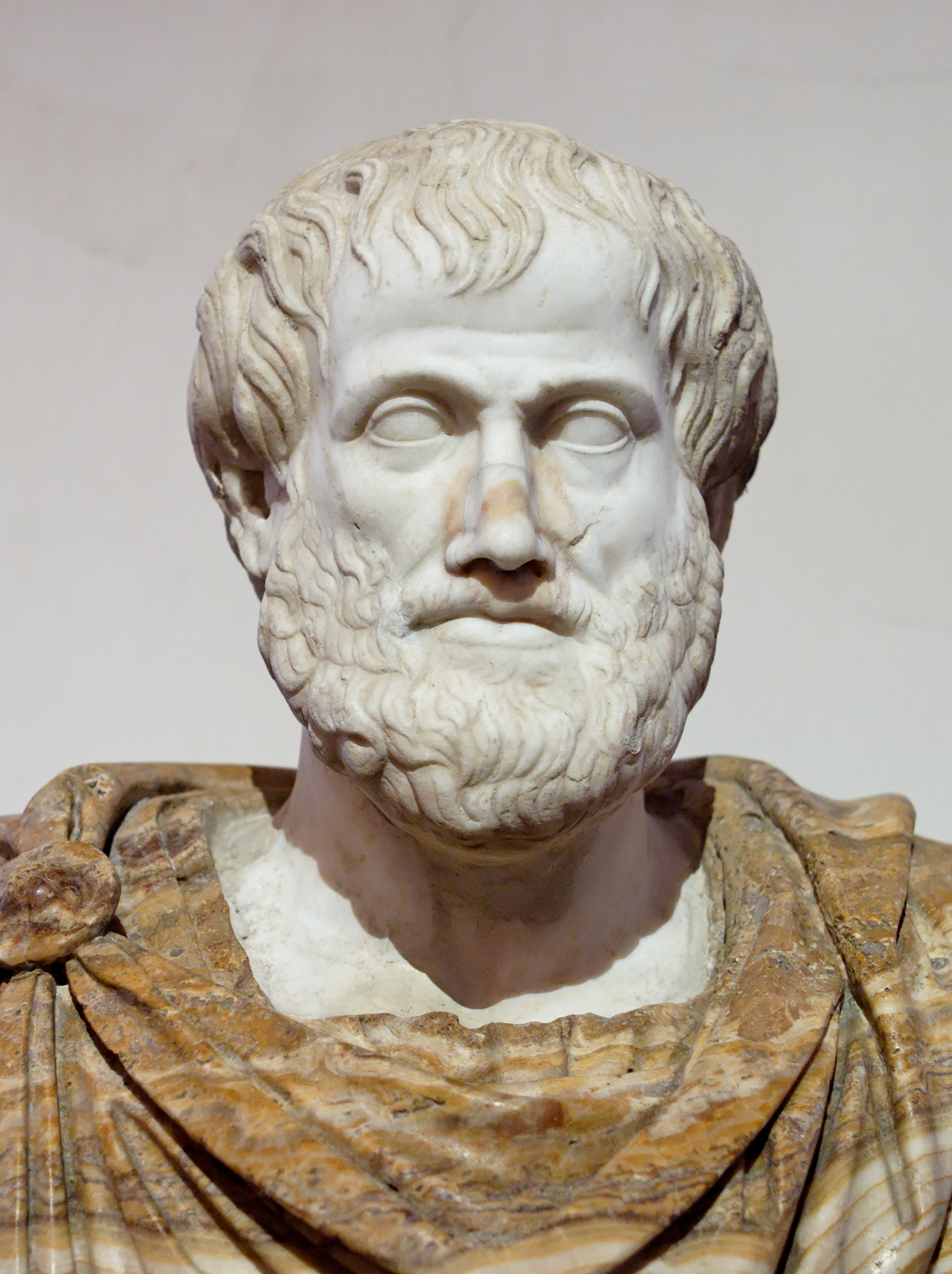
Aristotele

Mentre Platone parlava genericamente di saggezza per l'esercizio della virtù, Aristotele la distingue invece dalla "sapienza". La saggezza, o "prudenza", è una "virtù dianoetica", propria cioè della razionalità comune a tutti che ispira la condotta umana permettendo il giusto esercizio delle "virtù etiche", quelle cioè che riguardano l'azione concreta.
Tra le virtù dianoetiche che presiedono alla conoscenza (intelletto, scienza, sapienza) o alle attività tecniche (arte), la saggezza è propria di colui che, pur non essendo filosofo, è in grado di operare virtuosamente. Se si dovesse acquisire la sapienza filosofica per praticare le virtù etiche questo comporterebbe che solo chi ha raggiunto l'età matura, divenendo filosofo, potrebbe essere virtuoso, mentre con la saggezza, grado inferiore della sapienza, anche i giovani possono praticare quelle virtù etiche che permetteranno l'acquisto delle virtù dianoetiche. La saggezza insomma permette una vita virtuosa, premessa e condizione della sapienza filosofica, intesa come "stile di vita" slegato da ogni finalità pratica, e che pur rappresentando l'inclinazione naturale di tutti gli uomini solo i filosofi realizzano a pieno poiché
La saggezza può esser fatta conseguire ai giovani tramite l'educazione che i saggi, o quelli ritenuti tali dalla collettività, impartiranno anche con l'esempio concreto della loro condotta. Da questi modelli il giovane apprenderà che le virtù etiche consistono nella capacità di comportarsi secondo il "giusto mezzo" tra i vizi ai quali si contrappongono (ad esempio il coraggio è l'atteggiamento mediano da preferire tra la viltà e la temerarietà), sino a conseguire con l'abitudine un abito spontaneamente virtuoso: infatti
In medio stat virtus è il detto della filosofia scolastica che traduce il concetto greco di mesotes.

### La virtù secondo gli stoici
La saggezza, ossia la capacità di operare con prudenza, è al centro della morale epicurea e stoica ma, mentre per gli epicurei la virtù si consegue attraverso un calcolo razionale dei piaceri stabilendo quali di essi siano veramente necessari e naturali, per gli stoici invece il comportamento virtuoso, risultato del conseguimento dell'"apatia", cioè della liberazione ascetica dalle passioni, è di per sé portatore di felicità. Per coloro che non riescono a condurre la loro vita secondo saggezza lo stoicismo indicherà delle regole di condotta che insegneranno a operare secondo ciò che è più "conveniente" od opportuno tenendosi sempre lontano dagli eccessi delle passioni.
La morale stoica ispirerà quella dei filosofi del XVI e XVII secolo come Cartesio, che rivaluterà tra le passioni quella della "magnanimità", considerata virtù somma, e Spinoza che afferma che «il primo e unico fondamento della virtù, ossia della retta maniera di vivere, è di cercare il proprio utile» intendendo per "utile" solo ciò che «conduce l'uomo a maggior perfezione» infatti  «gli uomini che ricercano il proprio utile sotto la guida della ragione non appetiscono per sé niente che non desiderino gli altri uomini, e perciò essi sono giusti, fedeli, onesti» e per ciò stesso la virtù è premio a sé stessa come portatrice di una vita serena condotta secondo la razionalità.

### LaVirtusromana
Nella società dell'antica Roma, il termine virtus designava la condizione o la qualità del vir, cioè dell'uomo che, tramite le sue azioni, manifestava il suo valore, andando a costituire uno dei cardini del mos maiorum.

## Le virtù secondo il cristianesimo

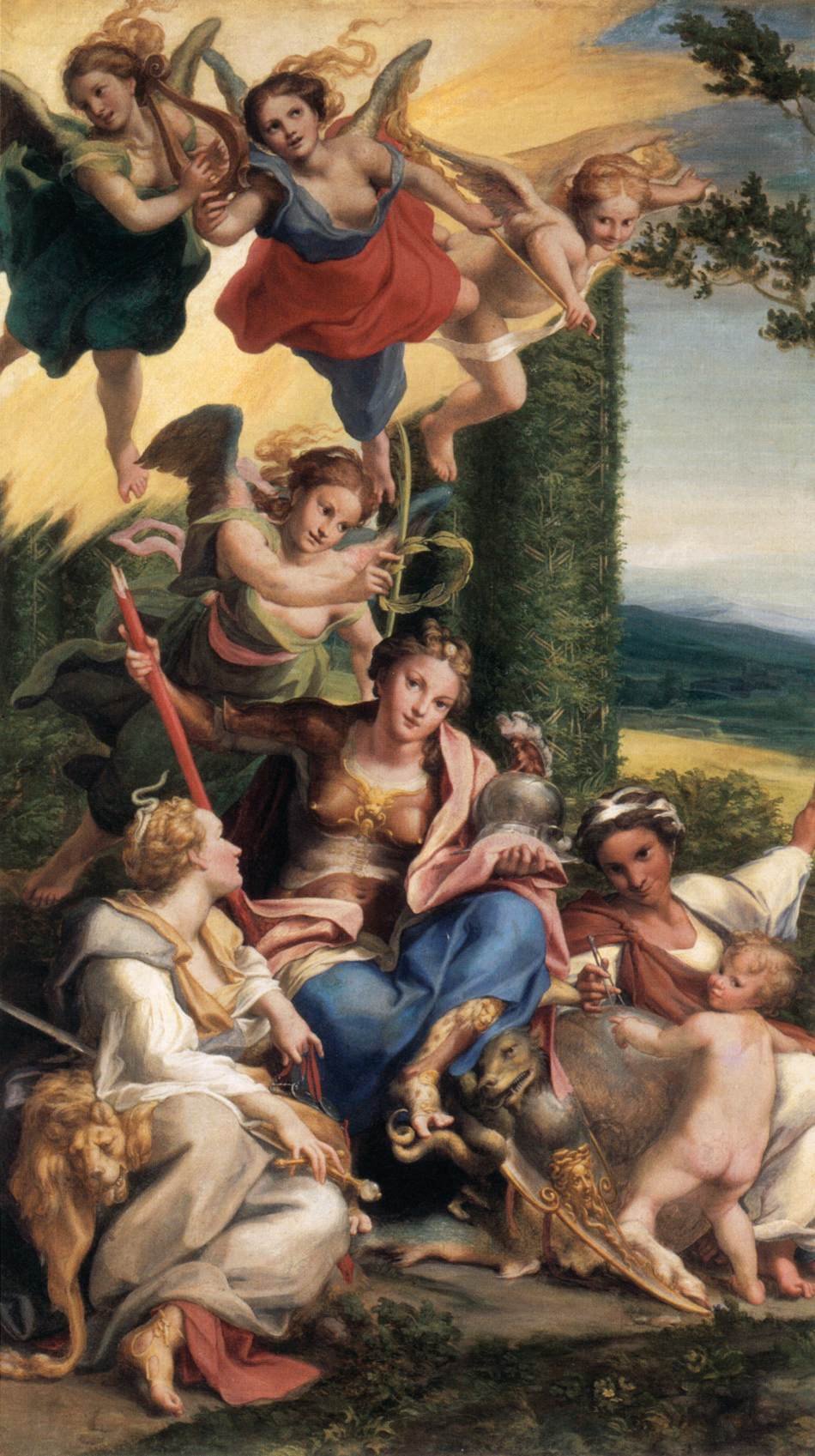
Allegoria della Virtù (Correggio, 1531)

L'invito a pensare e impegnarsi per la virtù è presente in Filippesi 4,1-8 e in 2 Pt 1,5-8, che spiegano anche che la virtù è frutto dell'incontro tra l'impegno umano e la grazia di Dio. 
Nel pensiero cristiano oltre le virtù umane è possibile l'esercizio di quelle soprannaturali: le virtù teologali di fede, speranza e carità che in qualche modo dovranno conciliarsi con quelle dell'etica antica. Esse sono dette anche virtù infuse perché provengono dalla grazia di Dio. Ciò le distingue dalle virtù cardinali che sono dette anche virtù acquisite, che si accrescono con la pratica quotidiana, radicano le virtù infuse nell'anima della persona e possono anche essere proprie di un non cristiano. La grazia e le virtù infuse crescono con le opere buone.
San Tommaso conserverà la validità delle virtù "cardinali" aristoteliche ma considerandole inferiori a quelle teologali mentre Sant'Agostino riteneva false le virtù umane dei pagani che mascherano sotto il nome di virtù quello che in realtà è l'esercizio di vizi  "splendidi", ma pur sempre negativi in quanto causati dall'orgoglio e dalla ricerca dell'effimera gloria umana.  L'unica grande virtù è la carità, l'amore di Dio il cui esercizio, per quanto essi facciano, non dipende dagli uomini ma dalla volontà divina che lo infonde negli spiriti eletti, cioè dalla infusione nell'uomo della indispensabile grazia divina. Concezione questa che riaffiorerà nel XVI secolo con la Riforma protestante e nel Giansenismo del XVII secolo.
Inoltre uno dei nove cori delle gerarchie angeliche, viene denominato Virtù ed indica secondo lo Pseudo-Dionigi il coro angelico preposto a dispensare la grazia divina.

## La virtù nel pensiero moderno
Nella filosofia dell'età moderna la concezione della virtù oscilla tra quella che la considera come l'esercizio di un controllo delle passioni a cui rinunciare e quella che invece la ritiene rientrare nell'ambito di un comportamento istintivo e naturale dell'uomo. Alla prima interpretazione si associano le dottrine della corrente libertina da Pierre Bayle a Mandeville che ironizzano sulla effettiva possibilità per gli uomini dell'esercizio delle virtù che se anzi fossero attuate provocherebbero la disgregazione della società. 
Si è sempre parlato ipocritamente di virtù, osservano i libertini, le quali in realtà sono la mascheratura dei propri vizi come ben appare nella contrapposizione tra le ostentate "pubbliche virtù" e i nascosti "vizi privati"
La virtù come sacrificio del singolo cittadino a vantaggio della patria di tutti, è anche nella concezione politica di Montesquieu che riporta questo comportamento civile ai regimi repubblicani mentre in quelli monarchici prevale l'orgoglio e in quelli dispotici la paura.

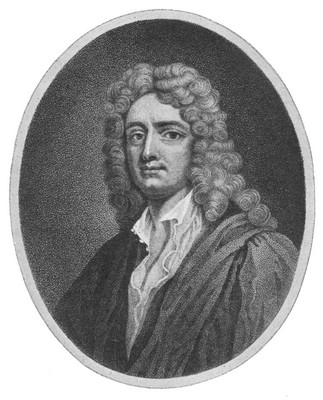
Anthony Ashley Cooper, III conte di Shaftesbury

Nell'etica inglese la virtù è intesa, in opposizione alle dottrine sull'"egoismo" di Thomas Hobbes, come atteggiamento impulsivo naturale determinato dal sentimento morale della benevolenza (Shaftesbury e Francis Hutcheson) che spinge l'uomo a operare senza badare alla riprovazione morale dell'opinione pubblica, al terrore di una punizione futura o all'intervento delle autorità, istituite come incentivi alla bontà. L'azione virtuosa dell'uomo è invece ispirata dalla voce della coscienza e dall'amore di Dio. Solo questi due fattori spingono l'uomo verso la perfetta armonia, per il suo stesso bene e per quello dell'universo. Lo stesso istinto alla virtù secondo David Hume e Adam Smith è quello della  "simpatia":
(David Hume, Trattato sulla natura umana, Libro terzo, Parte terza, sez. prima-terza)
Questa disposizione naturale e spontanea dell'uomo all'esercizio della virtù troverà espressione nel deismo del XVIII secolo e in seguito costituirà il nucleo della teoria romantica dell'"anima bella" di Friedrich Schiller.

### La virtù come sforzo

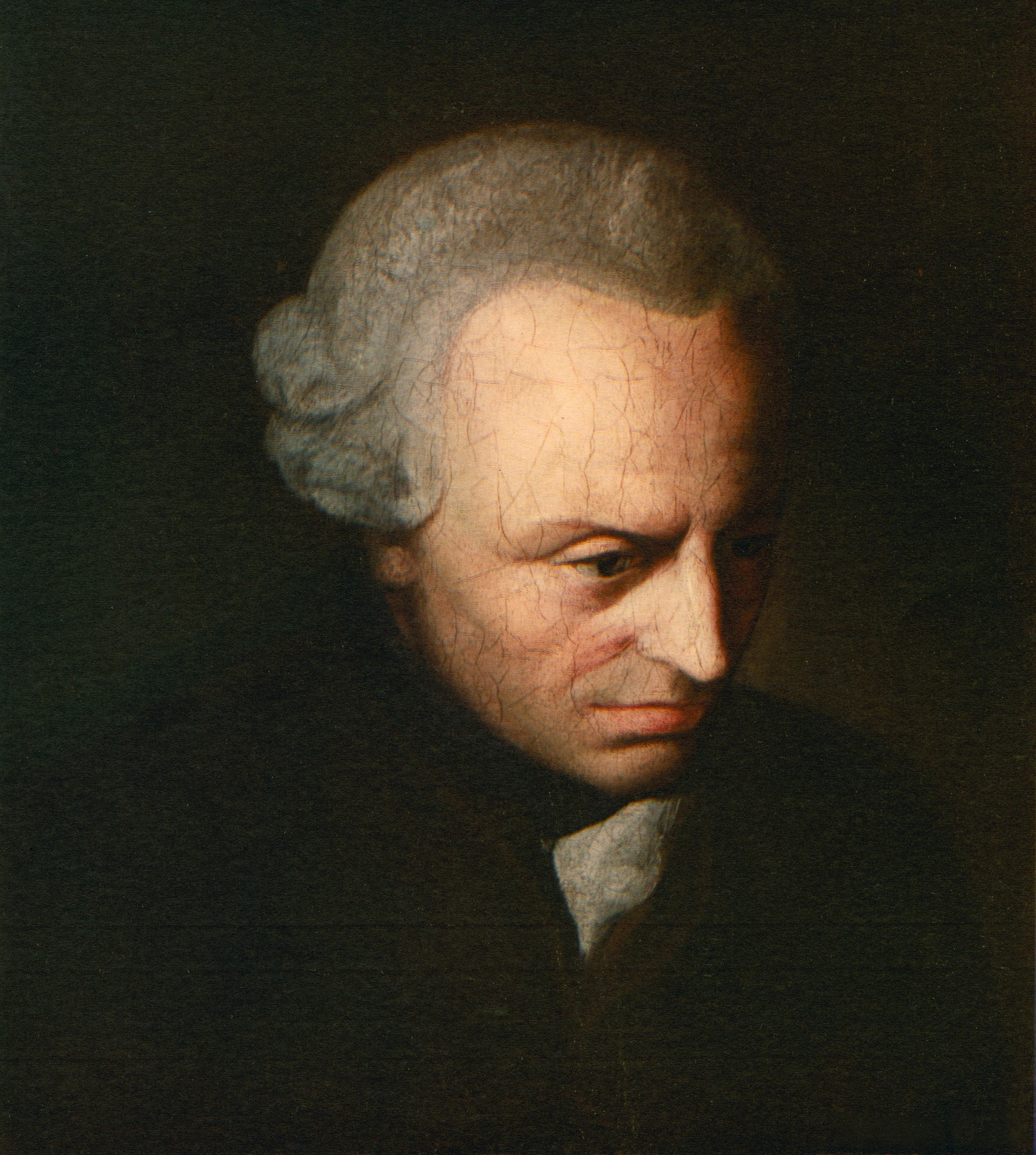
Immanuel Kant

Una ripresa della concezione della virtù come repressione delle passioni umane è nella filosofia morale di Kant che distingue una "dottrina della virtù"  dalla "dottrina del diritto". Nel diritto l'uomo si sottomette alla legge per rispettarne la formalità esteriore senza considerare il motivo della sua azione ma solo perché così prescrive la norma, mentre nella morale ci si vuole comportare secondo il dettato morale indipendentemente da qualsiasi motivo e conseguenza della propria azione: si realizza così la virtù come soggezione della volontà all'"imperativo categorico".

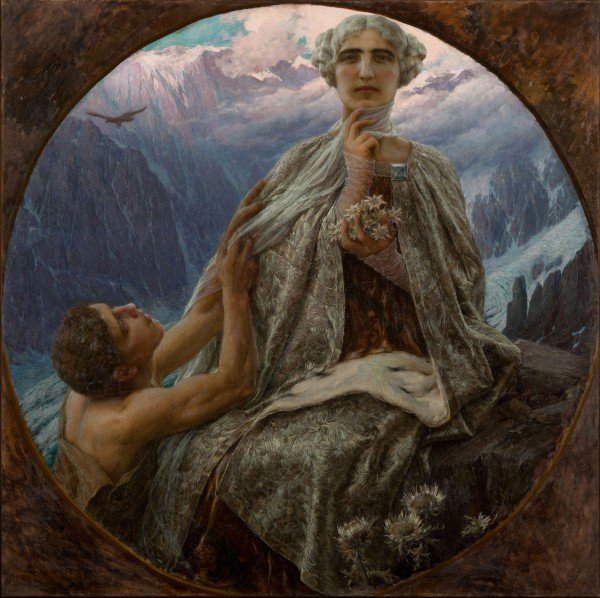
La vetta, opera simbolista di Cesare Saccaggi (1912), che esprime i concetti romantici di Streben («sforzo») e Sehnuct («struggimento»), ossia l'anelito dell'uomo verso un ideale che si rivela sempre più arduo ed elevato.

L'imperativo categorico, ossia la virtù, implica che l'uomo debba compiere uno sforzo (Streben), combattendo le inclinazioni sensibili e le passioni, nel conformare la sua volontà a ciò che l'imperativo comanda, mentre pensare che questo possa avvenire spontaneamente significa confondere la debolezza umana con ciò che è proprio della santità che appartiene solo a Dio che non ha nessun dovere nei confronti della legge morale. Ciò che prescrive la morale è identico sia per gli uomini sia per la divinità, ma questa, poiché non ha niente che possa ostacolarla nell'osservanza della legge morale, non ha neppure virtù.
Questa visione della virtù assimilerebbe il pensiero kantiano allo stoicismo che Kant invece rifiuta laddove questo connette all'esercizio della virtù la felicità. Certo l'uomo nella sua costituzione sensibile ha bisogno della felicità ma nulla garantisce che egli possa raggiungerla. Un'esigenza di giustizia vuole poi che l'uomo abbia una felicità bilanciata al suo comportamento virtuoso ma poiché questo non accadrà mai nel nostro mondo terreno, egli allora postulerà l'esistenza di un'anima immortale a cui un Dio giusto assicuri la giusta felicità.
L'etica kantiana, tradotta da Fichte e Schelling nella tensione verso un ideale infinito a cui l'Io cerca progressivamente di conformare il non-io, pur non raggiungendolo mai definitivamente, sarà invece messa in discussione da Hegel, il quale vi vedrà l'espressione di un tipico soggettivismo delle "virtù private" contrapposto a quella "eticità" antica, ancora valida nel suo tempo, da apprezzare perché rivolta alla collettività dove si realizza il bene tramite la famiglia, la società civile e lo Stato.

## Le virtù secondo il Buddhismo
Il Buddhismo sostiene la conciliabilità tra saggezza e virtù come un desiderabile obiettivo per l'uomo buono che ci ricorda l'antica concezione socratica ispirata a quell'intellettualismo etico secondo cui il l'uomo fa il male perché ignora cosa sia il bene.
Le virtù nel Buddhismo sono il continuo applicare, come regole di autodisciplina nella vita quotidiana, dei Tre rifugi o dei Cinque precetti che consistono nello
- 1. Astenersi dall'uccidere o danneggiare qualunque creatura vivente
- 2. Astenersi dal prendere ciò che non ci è stato dato
- 3. Astenersi da una condotta sessuale irresponsabile
- 4. Astenersi da un linguaggio falso o offensivo
- 5. Astenersi dall'assumere bevande alcoliche e droghe

Vivendo in questo modo si incoraggiano la disciplina e la sensibilità necessarie per chi voglia coltivare la meditazione, che è il secondo aspetto del sentiero.

## La virtù nella filosofia cinese
La virtù (traduzione di "de" 德) è un concetto importante anche nelle filosofie cinesi come il confucianesimo e il taoismo. Le virtù cinesi comprendono l'umanità, lo xiao (solitamente tradotta come «pietà filiale») e zhong («lealtà»). Un valore importante, contenuto nella gran parte del pensiero cinese, è che lo stato sociale di ciascuno debba essere determinato dall'insieme delle sue virtù manifeste, e non da un qualunque privilegio di nascita. Nei suoi Analecta, Confucio parla della pratica che conduce alla perfetta virtù. Le virtù confuciane si sviluppano in due rami: il ren  e il li; il ren può essere tradotto come benevolenza, amore disinteressato, e l'uomo la può raggiungere praticando cinque virtù: magnanimità, rispetto, scrupolosità, gentilezza e sincerità. Confucio afferma che queste virtù devono essere praticate verso il li, che è la parte pratica della virtù confuciana. Il li consiste in cinque canali relazionali: marito/moglie, genitore/figlio, amico/amico, giovane/anziano, suddito/sovrano.

## Altre religioni
Nella fede bahá'í "le virtù dell'umanità e le possibilità di progresso umano sono illimitate. Esse non hanno fine: qualunque grado l'umanità consegua, vi sono sempre gradi ulteriori... v'è una fine in tutto, fuorché per le virtù" (Shoghi Effendi).